# 法医学教室の事件ファイルの登場人物
法医学教室の事件ファイルの登場人物（ほういがくきょうしつのじけんファイルのとうじょうじんぶつ）は、テレビ朝日系でシリーズ化されている『法医学教室の事件ファイル』に登場する主な架空の人物について解説する。
本項での「第○作」は単発ドラマを表す。
作品の時間軸は、第1シリーズ → スペシャル → 第2シリーズ → 第1作〜

## 二宮家
二宮早紀
演 - 名取裕子（中学生：栗原希代子〈第1シリーズ第1話・第6話〉、スタント：日和佐裕子〈第4作〉）
港南医科大学法医学教室 准教授（ - 第44作） → 教授（第45作 - ）。港南女子学院の卒業生（第1シリーズ第6話）。
神奈川県の監察医を務めており、横浜東署管内の事件で検死に赴く。夫である一馬の制止も聞かず事件に首を突っ込むことが多く、最後には必ず一人で犯人と対決し危険な目に遭う。父親が誤認逮捕されたために失語症になった過去があり、また、法医学により父親の無実が証明されたことがきっかけとなり、監察医になった。
第2シリーズ第1話で妊娠するが流産する（第2シリーズ第7話）。3か月後に2回目の妊娠し愛介を出産する（第2シリーズ最終話）。
第24作で三丁目自治会副会長になる。
第47作で一馬と結婚30年目を迎えた。
望月七海
演 - 由紀さおり（第23作 - ）
一馬の叔母。夫は既に亡くなっている。エジプトに行った芙佐江に代わり、二宮家に何かと顔を出して世話を焼く。2007年に初めて二宮家を訪問し、2008年から同居する（第47作） 。
二宮愛介
演 - 名取建（赤ちゃん：第2シリーズ最終話）、小林俊平（第1作）、坂口駿（小学生：第2作 - 第18作）、佐野和真（高校生・大学生・成人期：第21作 - ）（幼少期：中西龍雅〈第30作〉）
一馬・早紀の一人息子。横浜中央新聞社の記者（第36作 - ）。
時に愛介の行動が事件解決のヒントになることもある。第12作時に9歳。一時留学していた。第36作から伊吹南と付き合うようになり、第46作の7ヶ月前に“できちゃった結婚”で入籍し、家を出て南と暮らしている。
二宮南
演 - 中村静香（第36作 - ）
港南医科大学法医学教室 助手 → 助教。旧姓は「伊吹」。
早紀の門下生。巨乳の持ち主なのでセクシーなシーンが入るようになった。高校時代はアーチェリー部に所属していた。第36作から二宮愛介と付き合うようになり、第46作の7ヶ月前（妊娠3ヶ月）に“できちゃった結婚”で入籍し女児（二宮心）を出産する。
二宮心
演 - 上澤桜苺（第46作）、山中美子葉（第47作）
愛介と南の娘で一馬・早紀の孫娘。
二宮芙佐江
演 - 岸田今日子（第2シリーズ / 第7作・第10作・第22作）
一馬の母。元国語教師。静岡県で一人暮らし（第2シリーズ第1話）。時々横浜の二宮家に現れて世話を焼く。第23作でエジプトに行ったことが語られる。
二宮一馬
演 - 宅麻伸
神奈川県警横浜東警察署刑事課 刑事。階級は警部補 → 警部。
早紀の夫。連ドラ時は警部補であったが後に警部に昇進。有田ら部下たちからはずっと「主任」と呼ばれている。いつもは暴走した早紀のピンチに駆け付けるなど制止役だが、水村透が殉職した事件では逆上して犯人を殺そうとしたため、逆に早紀に止められたことがある。
2006年に新居を建てマンションから住み替える（第23作）。

## 港南医科大学法医学教室
水野
演 - 片岡信和（第44作 - ）
助手。

### 前作までのメンバー（港南医科大学法医学教室）
佐久間美幸
演 - 南果歩（第1シリーズ / スペシャル）（少女期：工藤あさぎ〈第1シリーズ第1話〉）
助手。早紀の妹。元は小児外科医だったが、あることをきっかけに監察医に転向する。
岡部礼子
演 - 岡安由美子（第1シリーズ - 第2シリーズ）
助手。早紀の助手。病理検査技師を務める。
監察医の申請をし（第2シリーズ第6話）、資格を取る（第2シリーズ第7話）。
溝口良介
演 - 樋口悟郎（第1シリーズ）
助手。
高梨浩一
演 - 夏木陽介（特別出演 / 第1シリーズ第1話・第2話・第7話・第10話・最終話）
教授。早紀・美幸の恩師で、二人の父親が逮捕された件の冤罪を晴らした人物。
児玉千鶴
演 - 橋本美加子（スペシャル）
助手。
夏川知美
演 - 小松千春（第2シリーズ）
研修生。早紀の門下生。重症のミステリーマニアで、かなりのドジである。2年前に弟を海で亡くしている（第2シリーズ第1話）。
小西裕
演 - 細田明（第2シリーズ）
病理検査。ヨットオタク（第2シリーズ第1話）。
西島みどり（瞳）
演 - 三輪優子（第1作・第2作）
助手。第2作は「西島瞳」の名前で登場。
永岡洋一郎
演 - 本村健太郎（第2作 - 第43作）
助手。早紀の門下生。通称「実験君」。
身に危険が及ぶような実験の被験者にされ、作品が進むにつれ、実験台にされるのが定番となった。
片山直子
演 - 生方和代（第3作）
助手。
森
演 - 澤竜郎（第3作 - 第8作）
助手。
工藤則子
演 - 生方和代（第4作 - 第17作・第19作・第20作）
助手。桑田と同じく、早紀の門下生。
桑田良介
演 - 石橋篤史【旧・石橋敦】（第9作 - 第43作）
助手。早紀の門下生。
笹本未奈
演 - 藤井聖子（第21作 - 第34作）
助手。早紀の門下生。
花田
演 - 坂本真（第44作 - 第46作）
助手。永岡に代わり実験台にされる。

## 神奈川県警横浜東警察署刑事課
大石貴一
演 - 浜博文（第2作 - ）
刑事。一馬の部下。一馬が怪我や停職で不在の時は代わりに指揮をとる。
小池勇樹
演 - 川口勝也（第2作 - ）
刑事。一馬の部下。
芝山（柴山）
演 - 坂口泰輔（第9作 - 第15作）、竹原圭祐（第16作）、橋本裕介（第17作 - ）
刑事。一馬の部下。第9作から第11作は「柴山」の名前で登場。
三浦
演 - 城田浩司（第24作 - 第30作）、竹内和彦（第33作 - ）
刑事。似顔絵が得意（第26作）。
鶴田茜
演 - 永池南津子（第46作 - ）
刑事。

### 前作までのメンバー（神奈川県警横浜東警察署刑事課）
水村透
演 - 西村和彦（第1シリーズ - 第2シリーズ / 第5作 - 第21作）
経歴：神奈川県警横浜東警察署刑事課（第1シリーズ - 第2シリーズ）
→ 南神奈川警察署（第5作）
→ 神奈川県警横浜東警察署刑事課（第6作 - 第21作）
階級は巡査 → 警部補。一馬を「先輩」と慕っていた。二宮家とは個人的な付き合いも多く、早紀の手製である五目ちらし寿司が好物で、愛介の良き兄貴分でもあった。高校時代、親友の自殺を止められなかった事を苦にしており、第21作の事件では、自殺サイトに志願した女性が容疑者になった事から、彼女の無実を証明すべく、命令違反を承知の上で奔走。その結果、犯人と睨んでいた女性が、真犯人の標的となっていた一人に拳銃で狙われるのを目撃し、彼女を守るために全身に銃撃を受け、殉職した。
広沢滉一
演 - 愛川周平（第1シリーズ / 第2シリーズ / 第1作）
刑事。
浅井浩司
演 - 深谷隆（第2シリーズ）
刑事。
田中
演 - 浜博文（第1作）
刑事。
矢代涼
演 - 中村繁之（第2作 - 第4作）
刑事。
有田光志
演 - 信実一徳（第2作）、及川いぞう【旧・及川以造】（第3作 - 第45作）
刑事。一馬の部下。
岩本
演 - 小西博之（第9作）、玉山博之（第10作・第12作 - 第46作）、阪上稔（第11作）
刑事。
谷村元彦
演 - 田中幸太朗（第38作 - 第43作）
経歴：横浜東警察署曙三丁目交番（第38作）
→ 神奈川県警横浜東警察署刑事課（第39作 - 第43作）
階級は巡査。交番巡査であったが、一馬の部下となった。若さと経験不足故に未熟な面が目立つ。

## 神奈川県警察
宗方楓
演 - 阿川佐和子（第46作・第47作）
神奈川県警管理官。早紀の天敵。口癖は「うまく うまく」。早紀から陰で「（うまく うまく）の毒ハリネズミ」と言われている（第47作）。
河村映子
演 - 室井滋（第46作・第47作）
神奈川県警鑑識課の班長。30年前の現場鑑識競技会で表彰されている。早紀から陰で「（キーキー小賢しい）ボスザル」と言われている（第47作）。

## 横浜地方検察庁
石吹薫
演 - 片平なぎさ（第1シリーズ - 第2シリーズ）
検察官。横浜東署の面々から「ガチ検（ガチガチの女検事）」と呼ばれている。バツイチで娘の彩と母親の文江と三人暮らし。
彩の出産前に一度流産している（第2シリーズ第7話）。
安藤貢（安東貢）
演 - 伊藤智之（第1シリーズ - 第2シリーズ）
事務官（石吹検事担当）。石吹の腰巾着で、嫌味な性格。事件の解決が遅々として進まないと偉そうに嫌味を言い出す。
安東篤
演 - 伊藤智之（第2作 - 第38作）
事務官（村中検事担当）。村中の腰巾着であり秘書的な立場で、嫌味な性格。事件の解決が遅々として進まないと自分は何もしていないのに偉そうに嫌味を言い出す。
演者は安藤貢（安東貢）役と同じく伊藤智之である。貢と篤の関係については触れられておらず、双子の兄弟なのか他人なのかは一切不明。
村中葉子
演 - 五十嵐めぐみ（第2作 - 第38作）
検事。事件がスムーズに解決することを望んでいる。早紀とは何かとぶつかり合うが、早紀や一馬を認めている節もある。検事を辞めて弁護士になった。早紀が離婚する際は協力するらしい。

## その他
石吹彩
演 - 大野麻那（第1シリーズ - 第2シリーズ）
石吹薫の娘。事件に巻き込まれ、殺人容疑がかかったことも。
石吹文江
演 - 松風はる美（第1シリーズ第10話 / スペシャル）
石吹薫の母。薫と彩と三人暮らし。
源田佳乃
演 - 阿知波悟美（第7作・第10作）
二宮家のマンション管理人。
大泉正継
演 - 蛭子能収（第24作）
ユキの夫。
大泉ユキ
演 - 冨士眞奈美（第24作・第26作）
三丁目自治会会長。

## ゲスト
第1シリーズ / スペシャル / 第2シリーズ / 第1作 - 第20作 / 第21作 - 第40作 / 第41作 - 第47作

### 第1シリーズ（1992年）
第1話「女医の対決！血液型の謎」
- 東（港南医科大学の警備員） - ドン貫太郎
- 高島（正宏の父） - 浜博文
- 高島瞳（高島の妻・正宏の母） - 須部浩美
- 藤堂亜希子（栄進商事 社員） - 杉本笑
- 佐久間（早紀と美幸の父） - 桝田徳寿
- 佐久間（早紀と美幸の母・急死） - 奥山真佐子
- 石清水守（神奈川県警横浜東警察署刑事課 課長） - 森下哲夫
- 長塚勤（ツアーコンダクター・元鑑識） - 藤崎卓也

第2話「他殺か病死か?! 新妻の復讐」
- 吉野民子（守の妻） - 高橋幸香
- 吉野守（旋盤工場の従業員） - 松田朗
- 松江（旋盤工場の従業員） - 前沢保美
- 君原（旋盤工場の従業員） - 大山豊
- 和久井（法医学教室に解剖のアルバイトを頼みにきた男） - 皆川衆
- 太田進（守の昔の不良仲間のリーダー） - 松下正彦
- 井上透（守の昔の不良仲間） - 丸茂太郎

第3話「死体現象の謎?! 女医の決断」
- 河原純子（殺された石川久美の姉） - 井上牧子
- 鶴見ちづる（バーの経営者） - 工藤啓子
- 江尻謙二（OL殺しの犯人） - 佐藤太三夫
- 小暮（腹腔内出血で死亡した小暮幸子の父） - 市川勉
- 宇佐美孝喜（みなとジャーナル編集部 記者） - 草薙良一

第4話「死体は誘拐犯?! 女医の選択」
- 達川華子（慎一の母） - 新井今日子
- 若月冴子（美幸が小児外科医のときに緊急オペで死なせた信一の母） - 島ひろ子
- 山下（腎臓摘出手術を受けている男・圭太の父） - 茂木和範
- 達川雄一（慎一の父） - 槙野涼
- 達川慎一（人工透析をしている子供） - 早瀬翼（子役）
- 山下厚子（山下の妻・圭太の母） - 天園祥子

第5話「女検事の執念！女医の嫉妬」
- 神野実（暴力団組員） - 石部英雄
- 浜田トミ（クラブのオーナー） - 稲川素子
- フェイ・モレノ（クラブのホステス） - ルビー・モレノ

第6話「死体を抱く妻!? 女医の困惑」
- トンコ（早紀の同級生） - 千うらら
- 榊雅代（旭メッキ 従業員・榊純代の妹） - 阿部朋子
- 秋本豊（美奈代の夫・半月前自殺） - 大関正美
- 秋本美奈代（早紀の同級生） - 風祭ゆき（中学生：土屋綾）

第7話「過労死の秘密!? 女医の疑惑」
- 倉原（神奈川県警西丹沢警察署 刑事） - 重久剛一
- 沼沢恭子（詐欺容疑者の妻） - 青山恭子
- 松本富男（消防士） - 大島光幸
- 松本芙美代（富男の妻） - 金沢喜久子

第8話「二度死んだ女!? 女医の危機」
- 高山正美（クラブ「リオ」ホステス・橋本の元妻） - 松井紀美江
- 橋本靖夫（橋本印刷 社長） - 島田洋八

第9話「自作自演の死!? 女医の追求」
- 若松修二（元暴力団若手幹部） - 坂田雅彦（少年期：三浦幸太郎）
- 山崎徳造（工場の元社長） - 横山あきお
- 田中悟（屋台ラーメン店主・育子の婚約者） - 藤本正則
- 菊江（死体ウォッチャー） - 正司照枝
- 山崎育子（食堂店員・徳造の娘） - 相川恵里（少女期：高坂実結）

第10話「幼女に殺意が!? 女医の苦悩」
- 本城圭子（哲夫の妻・百合の母） - 太田久美
- 本城百合（小学生） - 宮島里奈
- 本城哲夫（湘南市建設課 係長・百合の父） - 亜南博士

最終話「夫が撃たれた!! 女医の祈り」
- 松田進吾 - 並樹史朗
- 稲垣友子 - 葉子きよみ
- 伊藤眞、一見直樹、松本泰秀、池田剛章、奥村利治、森まり子、類家大地（子役）、森しげひさ子、松尾浩一、新富重夫、浜田道彦

### スペシャル（1993年）
「女医に届いた挑戦状!! レイプ・バラバラ殺人死体の謎」
- 島根良雄 - 京本政樹（友情出演）
- 山本紀彦、伊丹幸雄、深谷隆、長谷部香苗、仲居悠人（子役）、神田瀧夢、前田悠衣、松居詩織、竜のり子、細田明、大関正美、久木念、深作覚

### 第2シリーズ（1993年）
第1話「死体の復讐!? 女医の挑戦」
- 大沢典子（大沢物産 社長） - 金沢喜久子
- 大沢孝明（典子の息子） - 橋本現
- 山形（暴力団員） - 森下哲夫
- 大沢伸之（大沢物産 専務・典子の亡夫の弟） - 石田信之

第2話「焼かれた指紋!! 双子美人姉妹の愛…」
- 三上健太郎（囚人） - 奥村利治
- 山下（医師） - 真実一路
- 続木一郎（東輪物産 元営業部長） - 杜澤泰文
- 福原弓恵（クラブ「リオン」ホステス） - 未來貴子
- 福原和恵（弓恵の双子の姉） - 未來貴子（二役）

第3話「可能性殺人の謎?! 女医の推理」
- 藤井由里（ブティック「yan」店員・潤一郎の娘・夏川知美の同級生） - 船田幸
- 市川（神奈川県警湘南警察署 刑事） - 笹入舟作
- 曽根裕二（信用金庫の強盗犯） - 斗士
- 深沢（信用金庫の強盗犯） - 深沢猛
- 藤井潤一郎（会社員・5年前死亡） - 大島光幸

第4話「刑事が過労死!! 夫婦の危機」
- 平野孝恒（神奈川県警横浜東警察署刑事課 刑事） - 井上博一
- 江口みどり（修の妹） - 宮田かずこ
- 平野（孝恒と元子の娘・孝一の妹） - 平山美花
- 江口修（強盗殺人犯） - 浜田道彦
- 平野孝一（孝恒と元子の息子） - 坂詰貴之
- 平野元子（孝恒の妻） - 佐野アツ子

第5話「蘇る墜落死体!? 女医の反撃」
- 石島（純のマネージャー） - 草見潤平
- 南條純（歌手） - 神鷹脩
- 中村恒子（末期癌患者） - 木下ゆず子
- 南條宏美（純の姉） - 藤田佳子

第6話「心中!? 疑惑の夫 女医の執念」
- 矢代久美子（修司の妻・妊婦） - 森みなみ
- 矢代修司（レストラン経営者） - 山口仁
- 伊東由利子（久美子の妹・盲目） - 大川陽子

第7話「録画された殺人?! 女医の痛み」
- 松井健作（良克の父） - 佐藤功
- 松井良克（私立松浦学園附属中学校 2年生） - 角崎修平
- 谷中進（私立松浦学園附属中学校 2年生） - 長谷川歩
- 三塚教授（神奈川医大の監察医） - 浜田東一郎
- 藤野ひとみ（私立松浦学園附属中学校 教師） - 水木寛子

第8話「変死体の告発!! 女医の苦悩」
- 中原洋子（高木の共同経営者・高木の元妻） - 静恵子
- 高木亮一（タカギ貿易 社長） - 望月太郎

第9話「嘘をつく死体!? 女医の追及」
- 山崎富子（娼婦・川島の元同棲相手） - 千葉裕子
- 脇田（富子と同じアパートの住人） - 田嶋基吉
- 川島英次（土木作業員・芙佐江のデート相手） - 砂塚秀夫

第10話「血痕と凶器の謎!? 女医の対決」
- 古沢雄三（事件の目撃者） - 金井大
- 宇野（検事・律子の元夫） - 渡会良
- 結城圭子（一人暮らしの女性） - 冴木直
- 中岡浩二（マンションの大家の息子） - 志村東吾
- 山際律子（弁護士・石吹薫と司法研修所の同期） - 宮崎淑子

第11話「解剖所見ゼロ!? 女医の困惑」
- 三上冬子（早紀に身の上相談しに来た女性） - 清水ひとみ
- 白井竜一（冬子の彼氏） - 新井つねひろ
- 工藤英次（工藤プランニング 社長） - 坂本あきら

最終話「電撃死体の罠!! 女医の決断」
- 町村健（犯人グループの一人・冬美の夫） - 永居光男
- 矢吹信二（犯人グループの一人・冬美の弟） - 佐藤孝輔
- 町村冬美（犯人グループの一人） - 水木薫

### 第1作 - 第20作（1994年 - 2004年）
第1作「死体が嘘をついた!? 女医が解剖する殺人トリック！」（1994年）
- 三島美和子（涼子の専属看護師・早紀の大学時代の友人） - 麻丘めぐみ
- 乃木涼子（乃木大造の一人娘・足が不自由） - 仁藤優子
- 三島智美（中学生・美和子の娘） - 菊地彩未
- 工藤 - 番場亮介
- 大西（事務官） - 伊藤智之
- 山田（検査技師） - 本村健太郎
- ホームレス - 坂本あきら
- 刑事 - 苅谷信行
- 乃木家の家政婦 - 五十嵐美鈴
- 筧（検事） - 西田健

第2作「死体が盗まれた!! 女医が暴いた偽装殺人のカルテ」（1995年）
- 榊文浩（誘拐犯・元自衛官） - 下川辰平
- 三浦律子（博文の母） - 谷口香
- 三浦博文（さおりの夫） - 草川祐馬
- 三浦さおり（井坂病院で病死と判定された遺体） - 野田善子
- 保母 - 松田かほり
- 井坂（井坂病院 院長） - 杜澤泰文
- 篠井冬江（三浦家の家政婦） - 結城美栄子

第3作「死斑が2度動く!? 女医が視た連続通り魔の秘密」（1995年）
- 草野裕介（産婦人科医院院長） - 長谷川初範
- 遠山可菜（千春の友人・元不良グループのメンバー） - 濱田万葉
- 武藤保（殺人事件の被疑者） - 石部英雄
- 熊谷千春（一馬の知り合い・元不良グループのメンバー） - 史城未貴
- アパート管理人 - 大山豊

第4作「バラバラ死体が無実の証拠に!? 女医が信じた殺人犯」（1996年）
- 森脇麻由美（森脇裕一郎の妻） - 大沢逸美
- 門野茂昭（麻由美の元夫・前科者） - 今井雅之
- 門野の隣人 - 槇ひろ子
- マンション管理人 - 小貫加恵
- 田崎充（元刑事・故人） - 原知宏

第5作「北海道登別の水族館に死体が漂う！女医が暴いた偽装鑑定の謎…」（1996年）
- 山部寛治（「ビューティーサロン飛鳥」専務・飛鳥の夫） - 中丸新将
- 中屋光子（「ビューティーサロン飛鳥」のエステティシャン・殺人事件の被疑者） - 朝岡実嶺
- 飯倉誠（「ビューティーサロン飛鳥」社長秘書） - 北山耕治
- フミの同僚 - 山崎夏菜
- 正岡（南北海道医科大学） - 貞永敏
- 光子の母 - 島ひろ子
- 山部飛鳥（「ビューティーサロン飛鳥」社長） - 朝比奈順子
- 新藤照之（水村透の従兄・光子の婚約者） - 布川敏和

第6作「妻は自殺した翌日に夫を殺した…!? 女医が暴いた東京湾漂流死体の謎」（1997年）
- 田代浩一（衣通の第一秘書） - 寺泉憲
- 衣通涼子（衣通の娘） - 可愛かずみ
- 江守恵（吉野の恋人） - 葉子きよみ
- 吉野（画家・涼子の元夫） - 三松明人
- ブティックオーナー - 花山佳子
- 衣通亮輔（国会議員） - 山本耕一
- 町子（マンション管理人） - 阿知波悟美
- 月岡茂 - 吉中六
- 強盗 - 問田憲輔
- 三田（所轄署刑事） - 出光元

第7作「女医を殺した男は元日に殺される！姿を見せない真犯人が仕組んだ“笑いの樽”のトリックを暴く…」（1998年）
- 前島良彦（早紀の教え子） - 宮下直紀
- 石谷亮一（精神科医） - 国広富之
- 山根省一 - 三角八朗
- 野口真琴（学生） - 相沢紗世
- 大滝進（医療機器会社社員） - 森下哲夫
- 山根梨加（山根の後妻の連れ子） - 奈良久美子
- 村井 - 渡辺衛

第8作「真犯人も知らない“温かい死体”の謎！」（1998年）
- 高木泰子（保坂の元妻） - 須部浩美
- 岡崎信江（ブティック店員） - 小川美那子
- 岡崎達夫（工場経営者・信江の別居中の夫） - キモサベポン太
- 森島茂（泰子の婚約者） - 坂俊一
- 保坂千佳（保坂と泰子の娘） - 小笠原茉莉
- 保坂俊彦（弁護士・元横浜地方検察庁の検事） - 三浦浩一

第9作「死体が、自殺する?! 女医が目撃した不倫OL飛び降り心中の謎！おもちゃの人形にヒントが」（1998年）
- 井上頼子（井上の妻・早紀の高校の先輩） - 結城しのぶ
- 笹本妙子（会社社長） - 水木薫
- 宝田祐二（日南商事 元社員） - 岡崎宏
- 三崎茜（日南商事 社員） - 茉莉ちやこ
- 井上康夫（日南商事 社員） - 井上浩
- 前川美和（井上の元同僚の妻） - 沖直未

第10作「北国のお雑煮と銃弾が無実の証拠に！連続射殺魔を信じた女医の執念」（1999年）
- 中里健（雅也の劇団仲間） - 北原雅樹
- 松井雅也（劇団「アートウェイブ」研究生） - 渡辺慶
- 袴田（劇団「アートウェイブ」劇団員） - 河西健司
- 秋津涼子（劇団「アートウェイブ」劇団員） - 山口香緒里
- 佐伯（南本牧警察署 刑事） - 西宮充記
- 井筒（元暴力団組員） - 神谷秀澄
- 山際（南本牧警察署 刑事） - 梨本謙次郎
- 松井昌代（雅也の母） - 銀粉蝶

第11作「空気注射で殺された女探偵！死体に残った尿がトリックを暴く…女医と刑事に仕組まれた死亡推定時刻の罠」（1999年）
- 相沢江梨子（吉川の婚約者・愛介が幼稚園児のときの担任） - 田中広子
- 吉川友行（港南医科大学法医学教室 元職員） - 緒形幹太
- 相沢敬三（江梨子の叔父） - 津村鷹志
- 須貝邦男（佳江の不倫相手） - 四方堂亘
- 須貝雅代（須貝の妻） - 山下容莉枝
- 玉木佳江（探偵事務所社長） - 吉行由実
- 探偵事務所の所員 - 加藤賢崇
- 探偵事務所の所員 - 萩原利映
- クラブのママ - 向井薫
- マンション管理人 - 菅野達也
- 幼稚園教員 - 熊倉智恵
- 吉川静子（吉川の母） - 中原早苗

第12作「呪いの文字を全身に書かれた死体！連続殺人の謎をめぐる女医VS人気女占い師の対決」（2000年）
- 浜本浩介（浜本総合病院 院長・入婿） - 尾美としのり
- 蛭川一（土建屋） - 赤塚真人
- 正枝の元夫 - 玉川長太
- 村川 - 常泉忠通
- 坂口（土建屋） - 池田剛章
- 浜本暎子（洋造の娘・浩介の妻） - 築山万有美
- 正枝の運転手 - 奥村利治
- 内藤博美（正枝の弟子） - 篠原さゆり
- 医師 - 藤田清二
- 西埼玉病院 婦長 - 小貫加恵
- 浜本洋造（南神奈川市市長） - 峰祐介
- 玉川正枝（占い師） - 江波杏子

第13作「死んだ女が復讐殺人？悪用された検屍報告！女医が暴いた消えないアザの謎!!」（2001年）
- 沢井いずみ（友永の患者） - 有沢妃呂子
- 西島実（初老の男） - 出光元
- 道明昌子（道明の妻・故人） - さいとう滝子
- 佐之山隆一（道明夫妻殺害の被疑者） - 垂水直人
- 道明守（故人） - 脇本泰治
- 友永周（港南医科大学精神科 助手） - 鶴見辰吾
- 住職 - 守田比呂也
- 漁師 - 加藤茂雄
- アパート管理人 - 松田真知子
- 牧野耕一郎（牧野運輸 社長・早紀の知り合い） - 東野英心

第14作「夫が二人？DNA鑑定殺人事件の謎！女医が暴いた半円形の傷の秘密!!」（2001年）
- 菅井比佐子（菅井の妻） - 水島かおり
- 生島美奈代（サッカーチーム監督） - 今井恵理
- 港南医科大学総務課 職員 - 飯島ひろみ
- 工場作業員 - 田嶋基吉
- 菅井家の家政婦 - 五十嵐美恵子
- 菅井明範（貿易会社社長・片桐の双生児） - 美木良介
- 片桐謙作（工場作業員・美奈代の恋人） - 美木良介（二役）
- 中島宗夫（菅井の秘書） - 宇梶剛士

第15作「自分の死体を解剖した女医!? DNAが証明した一人の娘に三人の親の謎…」（2001年）
- 松浦衿子（作家・あずみの母） - 奈良富士子
- 小野塚重明（あずみのストーカー） - デビット伊東
- 岸部孝（楠田の部下） - 西川弘志
- 犬養有美子（検視官の元助手） - 須部浩美
- 松浦あずみ（故人） - 久永さとみ
- 熊川（南丹沢警察署 監察医） - 菅野達也
- 相田不二男（あずみの実父） - 志賀圭二郎
- 小野塚の同僚 - 飯島ひろみ
- 大倉哲也（作家・衿子の再婚相手） - 田山涼成
- 楠田豊（南丹沢警察署 巡査部長） - 坂上二郎

第16作「監察医VS鑑識官 女二人の熱い闘い！2つの血液型を持つ体の完全犯罪！」（2002年）
- 海部雄一郎（レストランオーナー） - 甲本雅裕（少年期：今井想吉）
- 久光香織（シニアサポートのヘルパー） - 牛尾田恭代
- 海部小夜子（海部の妻） - 松井紀美江
- 中根祐美子（神奈川県警察 鑑識主任） - 水前寺清子（特別出演）
- 中根広夢（25年前に死んだ祐美子の息子） - 篠崎弘明
- 稲葉（元警察官） - 谷啓

第17作「“笑う自殺者”の謎 息子を失くした女記者vs女医の対決！黒と白の繊維が殺人複合トリックに」（2003年）
- 池永映子（ノンフィクション作家・元ニュースキャスター） - 仁科亜季子
- 北見不二彦（映子の秘書） - 西川忠志
- 岡田雅充（焼き鳥屋「鳥昌」店員・元ヤクの売人） - 伊崎充則
- 池永圭太（フリーター・映子の実子） - 山口翔吾
- 平沼誠二（ビデオマニア） - 牧野隆二
- 池永祐三（実業家・映子の後夫） - 本田博太郎

第18作「真犯人は法医学者？見えない血痕と逆さまの傷跡……女医が堕ちた完全犯罪の罠」（2003年）
- 一色英市（昆虫学者・塾の講師） - 岡本健一
- 森山怜（絵本作家・凛子の娘・一色の婚約者） - 北原佐和子
- 森山泰之（凛子の息子） - 相島一之
- 村松隆司（理容師・卓の叔父） - 赤塚真人
- 久世美土里（凛子の秘書） - 大西結花
- 立石笙子（早紀の助手） - 木内晶子
- 村松克江（卓の叔母） - 川俣しのぶ
- 佐伯茜（動物園飼育係・卓の恋人） - 東ちづる
- ウェザーニュース 社員 - 河辺照之
- 村松卓（絵本作家） - 布施博
- 森山凛子（出版社社長） - 大空眞弓

第19作「死体の顔は別の顔？謎の整形美女殺人 女医が暴いた2つの銃創の真実！」（2004年）
- 高梨厚子 - 藤田朋子
- 今泉征史（弁護士） - マギー
- 太田陽一（整形外科医師・弘介の兄） - 菊池隆則
- 太田弘介（前科者） - 宇崎慧
- 警官 - 住田隆
- 上沼朱実（整形後に「赤木麻里」と名乗る） - 飯島ひろみ（整形後：平山知実）
- 八木一郎（前科者） - 日向丈
- 石沢保（警備員・本名「花田剛」） - 石立鉄男

第20作「疑惑の美人ナース“殺された恋人は身元不明？”開きすぎた瞳孔の謎に挑む二人の女医」（2004年）
- 原田幾美（小児心療内科の看護師・辻堂の恋人） - 宝生舞
- 高見沢明継（スイミングクラブのコーチ） - 林泰文
- コンビニ店員 - ほんこん
- 都倉真琴（女子大生） - 山口あゆみ
- 達也（入院患者） - 深澤嵐
- 手塚由恵（眼科医） - 山田邦子
- 辻堂義男（元サッカー選手） - 高知東生

### 第21作 - 第40作（2005年 - 2015年）
第21作「集団自殺サイトで狙われた獲物！“水槽に浮かぶ死美人”を追った殉職刑事の執念」（2005年）
- 津田玲子（五十畑の助手） - 中山忍
- 田村麻里（集団自殺未遂者） - 持田真樹
- 村瀬健太（ミュージシャン） - 大橋智和
- 佐々木淳（村瀬のマネージャー） - 隈部洋平
- 管理人 - 沼田爆
- 亀井幸雄（集団自殺者） - 小野寺拓海
- 五十畑詩織（五十畑の娘） - 比嘉愛
- 大木敏夫（音楽事務所社長） - 西岡徳馬
- 五十畑崇彦（神奈川医科大学 教授） - 田中健

第22作「指紋は二度嘘をつく!? 女医も鑑識官も知らない“柔らかい指の謎”」（2006年）
- 森島和美（「舘山寺温泉郷ホテル」仲居） - 須藤理彩
- 久門慎一（事務機器会社社員） - 黒田アーサー
- 久門奈緒子（久門の妻） - 吉野公佳
- 増井貴史（刑事） - 佐藤正宏
- 森島登（和美の兄・暴力団員） - デビット伊東
- 光橋邦夫（和美の婚約者） - ひかる一平
- 内藤由香利（事務機器会社社員） - 時任歩
- 庄司隆一郎（神奈川県警横浜東警察署 鑑識管理官・別名「指紋の鬼」） - 前田吟
- 庄司静江（庄司の妻・去年死亡） - 今本洋子
- 庄司隆弘（庄司と静江の息子・3年前病死） - 河野安郎

第23作「バス大爆破心中!! 恋人の死体が自分でバスに乗った!? 疑惑の検事と女医の対決…二つの電流痕の謎」（2006年）
- 塚田久美子（山脇の妻・15年前の「宇都宮バス爆破事件」後に旧姓「塚田」に戻す） - 沢田亜矢子
- 成宮俊作（ピアニスト・20年前に両親が交通事故で死亡し令子の養子になる） - 載寧龍二（幼少期：平澤慧洸）
- はなぶさ弦楽器工房 主人 - 出光元
- 塚田光一（チェリスト・山脇と久美子の息子・バス爆破事件の被害者） - 池田良
- 若林真弓（ヴァイオリニスト・横浜音楽大学院生・バス爆破事件の被害者） - 浜丘麻矢
- 福沢祐一郎（ルポライター） - ナガセケイ
- 報道記者 - 内田文吾
- 成宮令子（右手の不自由なピアニスト・久美子の親友） - 坂口良子
- 山脇雄作（15年前の「宇都宮バス爆破事件」の犯人で自分を解雇した工場を爆破しようとした矢先バス内で爆死） - 小谷公一郎
- 日下部英介（横浜地方検察庁 検事・令子の元恋人） - 西岡徳馬

第24作「バレリーナは、二度殺される!? 打撲痕15センチ幅の謎…狙われた女性警部の秘密」（2007年）
- 畑中ひとみ（畑中バレエスタジオ 主宰者） - 原久美子
- 畑中慎吾（ダンサー・ひとみの夫） - 大浦龍宇一
- 村沢昇（義巳の弟） - 菊池健一郎
- 村沢義巳（ビルのオーナー） - おかやまはじめ
- 神奈川県警察 本部長 - 平野稔
- 観月佳奈（畑中バレエスタジオ 生徒・バレリーナ） - 平塚真由
- 藤巻さえこ（2か月前扼殺） - 北川明花
- 山田エミ（キャバクラ嬢・1か月前扼殺） - 安奈とも
- 中谷梓（神奈川県警横浜東警察署 警部） - 星野真里（6歳：樋下田夢乃）

第25作「北九州〜横浜 配達された解剖遺体…女医二人が鑑定対決！魚のトゲに疑惑が!?」（2007年）
- 倉沢元司（倉沢水産 社長） - 斎藤洋介
- 渡辺秋男（倉沢水産 社員・由香の幼馴染） - 半田健人（幼少期：室岡優吾）
- 北崎由香（静の娘・西山と内縁関係） - 後藤理沙（幼少期：相原綺羅）
- 村先（福岡県警北九州栄警察署 刑事） - 山崎大輔
- 西山孝史（ルポライター） - 萩野崇
- 渡辺保（駐在所巡査・秋男の父） - 平良政幸
- 前田芽衣子（愛介の友達） - 萩谷うてな
- 漁師 - 中井久
- 警察官 - 福澤究
- 北崎静（北崎医院 医師・警察医） - かとうかず子
- 三井友治（倉沢水産 社員） - 峰岸徹

第26作「豪華クルーザー殺人パーティー！狙われたのは女医か？女優か？ガラスの擦り傷と猫のDNAが複合殺意を解く！」（2008年）
- 後藤梢（スーパー「コモディイイダ」店員） - 雛形あきこ
- 寺口由香（劇団女優） - さとう珠緒
- 船木正継（演劇評論家） - 相島一之
- 坪内留美子（元小学校教師） - 山下容莉枝
- 福田伸生（日名子と前夫の息子） - 山崎裕太
- 高島充（新進演出家） - 湯江健幸
- 坪内家の隣家の主婦 - 松井紀美江
- 水谷泰三（劇作家・日名子の後夫） - 永島敏行
- 「コモディイイダ」主任 - 杉浦大介
- 松山直人（3年前 優一に暴力を振るう） - 牧野隆二
- 坪内優一（留美子の息子・3年前に化膿性脳髄膜炎で死亡） - 浮洲凛太朗
- 後藤太陽（梢の息子・去年の暮れに松山に殺害される） - 桑代貴明
- 公衆電話の男の子 - 矢野太一
- 女子アナ - 橋本志穂
- マサ（猫にエサをやる老女） - 正司照枝
- 村瀬日名子（劇団のベテラン女優） - 石井苗子

第27作「襲われた婚約者！死後硬直のズレと電流痕の謎…女医と警察犬に臭気判別「0回答」の罠!!」（2008年）
- 井筒直人（創作ケーキの店「プチマルシェ」オーナーパティシエ・内藤の教え子） - 高杉瑞穂
- 園田（巡査） - 河相我聞
- 元木不二子（創作ケーキの店「プチマルシェ」元スポンサー） - 斎藤陽子
- 根岸由香里（保土ケ谷介護センターのヘルパー・内藤の教え子・直人の恋人） - 中村愛美
- 石山宗雄（由香里の同級生・内藤の教え子） - 小野寺拓海
- 神奈川県警横浜東警察署生活安全課 刑事 - 奥村利治
- 美佐（保土ケ谷介護センターのヘルパー） - 木村恵
- ロダン（内藤の飼い犬・元警察犬） - ギブ
- 公園の犬 - むぎ&ドナ
- 内藤辰比古（元中学校教師・望月七海の顧客） - 小野寺昭

第28作「整形美女は二度殺される!? 致死量失血の謎!! 疑惑の警視正vs女医！皮膚組織と銃弾に秘密が…」（2009年）
- 野村治朗（加奈の夫・5年前に加奈を殺害した容疑で逮捕され3日前に仮出所） - 野村宏伸
- 田無美里（神奈川西警察署 刑事） - 佐藤仁美
- 井上（神奈川県警察 副本部長・警視正） - 升毅
- 大林則恵（東日新聞社会部 記者） - 江口ともみ
- 小橋幸久（建設会社社長） - 小島康志
- 岩田大吉（ダイナマイトを持った立てこもり犯） - 大堀こういち
- 吉崎（神奈川県警察 刑事・取調べの名人） - 山崎大輔
- 野村加奈（小橋の元秘書・5年前に殺害されたと思われていたが生きていた） - 正木佐和（整形後：青山碧）
- レポーター - 中田博之
- 松葉努（酒処「まつば」店主・野村を逮捕した元刑事） - 大友康平

第29作「自殺した妻は翌年夫に復讐する!? 気温25℃で凍死の謎…盗撮ビデオが暴く女子大の表と裏」（2009年）
- 中西真由子（湊女子大学 職員・睦子の親友） - 石野真子
- 大場香（湊女子大学 元職員） - 遊井亮子
- 杉山祐一郎（医師・円の夫） - 佐戸井けん太
- 中西くるみ（溝口の助手・真由子の娘） - 高橋真唯
- 溝口睦子（溝口の妻・故人） - 奈良富士子
- 杉山円（湊女子大学 理事長） - 志水季里子
- 松田 - 本多晋
- 松田房江（松田の妻） - 加藤美智子
- 塚本（新聞記者） - 夏井貴浩
- 主婦 - 日和佐裕子
- 溝口明彦（湊女子大学 教授） - 羽場裕一

第30作「女医VS水曜日の絞殺魔！蟻の死体解剖が殺人トリックを暴く 砂糖＋コーンスターチ殺意の合成」（2010年）
- 山崎淳一（東横浜消防署 レスキュー隊員・翔子の兄） - 津田寛治（少年期：澤田征士郎）
- 柳田冬美（介護老人ホーム「もえぎの里」理事長） - 国生さゆり
- 木村康子（個人タクシードライバー・平松家の隣人） - 中島ひろ子
- 平松郁夫（介護老人ホーム「もえぎの里」職員・翔子の夫） - 大沢健
- 木村好美（保険外交員・康子の妹） - 中村綾
- 内藤勝（稀代の殺人鬼） - 榊英雄
- 平松翔子（港南医科大学 元看護師） - 松本若菜（幼少期：毛利恋子）
- ニュースアナウンサー - 橋本志穂
- 喜久江（介護老人ホーム「もえぎの里」入居者） - 久松夕子
- 村田克行（中井寿子の婚約者） - 吉川裕朋
- 佐伯智恵美（第一の被害者・佐伯の娘） - 柚月美穂
- 片倉瞳（第二の被害者） - 丸岡真由子
- 中井寿子（第三の被害者） - 岸本鮎佳
- 渡辺悠子（第四の被害者） - あべなぎさ
- 柳田徳郎（経理士・冬美の夫） - 風間トオル
- 佐伯和久（自衛隊特殊部隊 元隊員） - 矢崎滋

第31作「殺人犯は私の夫!? 絶体絶命の女医VS疑惑の新妻！OKサインを出す死体…謎の爪痕と『深さ＝速度÷距離』の検証」（2010年）
- 斉藤映子（斉藤の妻） - 京野ことみ
- 白石護（保健所の職員） - 鈴木一真
- 橘有季子（外食チェーン「副島フード」社長秘書） - 渋谷琴乃
- 谷口精次（無職） - 金山一彦
- 稲尾翔太（ペンキ屋） - 徳山秀典
- 稲尾里佳子（稲尾の妻） - 橋本愛実
- 副島貢（外食チェーン「副島フード」社長） - 山口河童
- 斉藤要（獣医） - 菊原祐太朗
- 村田学 - 古川健
- マスコミ - 麻生潤也
- 前原忠夫（神奈川県警捜査一課 警部） - 佐野史郎

第32作「アラフォー同窓会に届いた冷凍遺体！女医VS元・女子高教師23年目の秘密？傷口のギザギザ線と歯の矯正具の謎！」（2011年）
- 倉田智子（港北整形外科 事務員・「横浜光女学園」平成元年卒業3年B組生徒〈元美術クラブ部員〉） - 大路恵美（23年前：富田麻帆）
- 村木美冬（ガラス工芸作家・「横浜光女学園」平成元年卒業3年B組生徒〈元美術クラブ部員〉） - 七瀬なつみ（23年前：浜乃りれい）
- 山下益男（恵美の夫） - 黒田アーサー
- 工藤明菜（主婦・「横浜光女学園」平成元年卒業3年B組生徒〈元美術クラブ部員〉） - ちはる（23年前：りりあん）
- 山下恵美（会社経営・「横浜光女学園」平成元年卒業3年B組生徒〈元美術クラブ部員〉） - 江口ともみ（23年前：鎌田奈津美）
- 児島優斗（児島の息子・場面緘黙症） - 小林海人
- 検見川博（恵美の秘書） - 尾崎右宗
- 中沢（中沢医院 医師・児島の友人） - 山崎大輔
- 「横浜光女学園」平成元年卒業3年B組生徒・クラス会幹事 - さゆり
- ワンナイトクルーズの司会 - 木村明浩
- 相沢くるみ（愛介の友人） - はねゆり
- 23年前の「横浜光女学園」校長 - 中平良夫
- 23年前の「横浜光女学園」教頭 - 倉持一裕
- 真島ひとみ（「横浜光女学園」元生徒〈元美術クラブ部員〉・23年前に首吊り自殺） - 田代りさ
- 児島誠一（大道芸人・「横浜光女学園」元教師〈元美術クラブ顧問〉） - 中村橋之助

第33作「自分に復讐する母!? 猫の噛み痕とステーキの謎…犯人が傷の中に傷を隠した理由」（2011年）
- 相沢澄江（前科者） - 床嶋佳子
- 谷崎貢（谷崎物産 社長・孝仁の弟） - 大浦龍宇一
- 倉島留美（前科者・服役中に娘を出産） - 映美くらら
- 水原好美（谷崎物産 元秘書） - 三津谷葉子
- 相沢佑一（澄江の息子・故人） - 載寧龍二（少年期：森澤哲也）
- 樋口学（佑一の中学時代の同級生） - 保科光志
- 柳川（警備員・南横浜警察署 元刑事） - 森下哲夫
- 朱美 - 日和佐裕子
- 光子 - 和泉ちぬ
- 谷崎和恵（孝仁の妻） - 渚あき
- 玉木耕介（解雇された容疑者） - 田崎敏路
- 倉島真央（留美の娘） - 豊島花
- 谷崎孝仁（谷崎物産 元専務） - 榎木孝明

第34作「判決の報酬!! 誘拐された裁判長…女医vsくちびるを読む妻！疑惑の音声分析？破れた鼓膜が暴くバスルームの秘密」（2012年）
- 河島奈津子（港南医科大学 准教授） - 清水美沙
- 長瀬知世（奈津子の助手） - 村井美樹
- 佐久間芳雄（佐久間法律事務所 弁護士） - 大沢樹生
- 元三（ホームレス） - 螢雪次朗
- 波塚伊佐夫（公子の前夫） - 伊藤明賢
- 溝口公子（元ヴァイオリニスト） - 太宰美緒
- 中沢（逃亡犯） - 木下ほうか
- 弁護士 - 窪園純一
- 医師 - 河井護
- ホームレス - 市原清彦
- 河島規一（横浜地方裁判所 判事・奈津子の夫） - 別所哲也

第35作「放送開始20周年・記念作品 長崎〜横浜 亀が見ていた殺人事件!? 曲がった人差し指と金属アレルギーの謎」（2012年）
- 朝倉結衣子（一之瀬の所属事務所社長） - とよた真帆
- 一之瀬直人（サクソフォーン奏者） - 忍成修吾（少年期：中村圭佑 / 15歳：鈴木翔吾）
- 篠原幹夫（一之瀬の親友） - 黄川田将也
- 五十嵐誠（編集長） - 相島一之
- 時村翔太（マネージャー） - 石井智也
- 浜崎理恵（神奈川農工大学獣医学科 学生） - 杉本有美
- 生島里美（カメラマン助手） - 小橋めぐみ
- 松田紘一（写真週刊誌フレームインの記者） - 北山雅康
- 谷村（長崎県警佐世保南警察署 刑事） - 山崎大輔
- 工藤真美（一之瀬と同じ児童施設出身） - 永冶美優紀（幼少期：浦谷優羽奈）
- 麗華（篠原の婚約者・社長令嬢） - 笑京
- 西村（弁護士） - 藤田清二
- なるみ - 南響
- 藤堂（神父） - 中丸新将
- 鮫島祐作（音楽プロデューサー） - 岩城滉一

第36作「すべてが1/2の死体の謎…疑惑の女弁護士VS女医！綺麗な殺害現場？と3cm足りない髪の秘密」（2013年）
- 西島玲子（山谷法律事務所 弁護士・夫とは夫婦別姓） - 櫻井淳子
- 山谷秀平（山谷法律事務所 弁護士） - 賀集利樹
- 吉永涼香（マンションのコンシエルジュ） - 松尾れい子
- 風野真知子（保土ケ谷スイミングクラブのコーチ） - 吉井怜
- 黒川信三（元神奈川県警察 鑑識課員・山谷法律事務所 元調査員） - 阿南健治
- 浅倉友和（県議会議員・玲子の夫） - 田中幸太朗
- 神奈川県警察 鑑識課員 - 須間一也
- 浅倉裕未（小学生・朝倉と玲子の娘） - 伊丹彩華
- 皆藤佳孝（次席検事） - 勝野洋
- 浅倉春子（浅倉家当主） - 山本陽子

第37作「パラシュートで舞い降りた美女の死体 復讐殺人？ミステリーの女王が、女医に残した遺言の“裏の裏”」（2013年）
- 中谷里佳子（神奈川県警捜査一課 刑事・光子の娘） - 宮本真希（幼少期：栗本有規）
- 大原冬美（大原の妻・光子の元アシスタント） - いしのようこ
- 倉松文彦（倉松建設 社長） - 山口馬木也
- 大原義則（N&O建築設計事務所 経営者） - 飯田基祐
- 倉松千歳（倉松建設 会長・倉松の妻） - 杉山彩子
- 谷藤直子（元小型飛行機のパイロット） - 伊藤れいこ
- 中谷航介（元建築事務所代表・故人） - 石原善暢
- 警官 - 長島竜也
- 倉松建設 女子社員 - 大山貴華
- 中谷光子（ミステリー作家） - 黒田福美
- 山井夏子（山梨医科歯科大学 准教授・山梨県警察 警察医） - 秋本祐希
- 鑑識 - 牟田浩二
- 筒井勝（横浜中央新聞社社会部 記者） - 六平直政

第38作「男女の死体は二人で嘘をつく!? 女医が暴く殺人ボールの謎…復顔！20年前から来た殺人者？」（2014年）
- 工藤杏子（美術解剖学研究員・正彦の妻） - 酒井美紀
- 吉野和文（ドキュメンタリー監督） - 野間口徹
- 桐島大作（芸能プロダクション経営・桐島夏子の元マネージャー） - 林泰文
- 平塚（平塚工房 社長） - 佐藤正宏
- 工藤正彦（美術解剖学研究員・桜の大学時代の友人） - 扇田拓也
- 桐島桜（大作の妻・桐島夏子の姪） - 宮内知美
- 桐島夏子（20年前失踪した女優） - 里織
- 山形由美子（桐島夏子のそっくりさん） - 里織（二役）
- 矢崎稔 - 剛州
- 前田（横浜東警察署曙三丁目交番 巡査・谷村元彦の同僚） - 加藤満
- 藤堂慎吾（野球部員） - 髙橋龍飛
- 赤石恵（野球部マネージャー） - 當麻真歩
- 看護師 - 中山由紀
- カメラマン - 井川哲也
- 由彦（役者） - 岡雅史
- 主婦 - 稲垣あけみ

第39作「雨の日だけに起きる殺人の謎!? 女医VS美しき気象予報士!! 黒豆と金色の紙片が暴く秘密…」（2014年）
- 島貫菜穂子（気象予報士） - 原史奈
- 速水隆夫（テレビ局ディレクター・菜穂子の婚約者） - 金子昇
- 島貫千尋（クラブのホステス・菜穂子の妹） - 高部あい（幼少期：辻村羽来）
- 有坂美里（モデル） - 伴杏里
- 工藤剛史（元料理人） - 西興一朗（幼少期：岩田龍門）
- 愛介の上司 - 斉藤暁
- 木下良江（クラブのママ） - 小林綾子
- 桜井 - 篠塚勝
- 米山修三 - 平尾仁
- 女性レポーター - 上村愛香
- 小山真理（殺人被害者） - 有元由妃乃
- 友部信也（菜穂子の部下） - 石垣佑磨

第40作「娘に捧げる犯罪!? 疑惑の母は警察学校教官!! 女医が暴くタイヤ痕とスケッチブックの秘密」（2015年）
- 西脇則子（神奈川県城南警察学校の教官・谷村元彦の警察学校時代の恩師） - 高橋ひとみ
- 寺沢瑠璃（日本画家） - 小沢真珠
- 中川知子（瑠璃のマネージャー） - 遊井亮子
- 飯島伸一（港南医科大学附属病院 臨床心理士） - 長谷川朝晴
- 松村光彦（瑠璃の元夫） - 斎藤歩
- 山口玲子（港南医科大学附属病院 精神科医） - 舟木幸
- 野々村郁恵（青葉台高等学校 美術教師） - 建みさと
- 西脇美里（則子の娘・5か月前溺死） - 川上ジュリア（幼少期：栗本有規）
- 西脇教官の教え子 - 細野今日子
- 水沢和恵（郵便物回収員） - 中山由紀
- 警察学校の副教官 - 小野ゆたか
- 宮永誠（老舗呉服メーカー社長） - 原田龍二
- 高野志郎（たこ焼き屋店主・望月七海の同級生） - 榎木孝明

### 第41作 - 第47作（2015年 - 2020年）
第41作「愛人は二度死ぬ…女医の教え子が殺人!? 殺人現場から消えた“変身するカナリア”の謎とゴム手袋アレルギーが暴く夫婦の秘密!!」（2015年）
- 村越梢（早紀の元教え子・港南医科大学 入院患者・旧姓「野村」） - 中山忍
- 村越正彦（村越アレルギークリニック 院長・梢の夫） - 大浦龍宇一
- 町田美穂（町田の妻・由佳里の高校の同級生） - 三津谷葉子
- 今村奈津子（今村の妻） - 山下容莉枝
- 町田誠（工業高校教師・マンションの503号室の入居者） - 井田國彦
- 山中唯義（スーパー店員・マンションの504号室の入居者・由佳里のストーカー） - 尾上寛之
- 山中由佳里（ウェディングプランナー・マンションの502号室の入居者） - 伴杏里
- 水田綾美（村越アレルギークリニック 看護師） - 羽村純子
- 村越孝之（正彦と梢の息子・故人） - 黒澤宏貴
- 今村仁（マンション管理人） - 小木茂光

第42作「有名画家は二度死ぬ？女医の歯型とそうめんのビックリ水が完全犯罪を暴く！コットン骨折と半分の頭蓋骨の意外な関係…」（2016年）
- 新海麻里子（跡見と冬実の娘・新海の妻） - 柴本幸
- 村松雅也（神奈川藝術大学 准教授） - 半田健人
- 高山伊沙子（神奈川藝術大学 理事長・高山の妻） - 遊井亮子
- 中井孝（毎朝新聞 元記者） - デビット伊東
- 新海充（神奈川藝術大学美術学部 元講師） - 内田滋
- 矢部比呂美（神奈川藝術大学 4年生） - 冨手麻妙
- 三笠悠斗（神奈川藝術大学 元学生・サイクルショップ三笠の手伝い・比呂美のストーカー） - 前原滉
- 中井明美（中井の妻） - 田中里衣
- 則本文（比呂美の逃走時の目撃者） - 中山由紀
- 跡見冬実（跡見の妻・旧姓「西田」・故人） - 楊原京子
- トラック運転手 - 土平ドンペイ
- 記者 - 山賀教弘、梅崎快人
- 跡見の秘書 - 咲谷夏希
- 神奈川県警横浜東警察署 警察官 - 希島凛
- 高山教授の愛人 - 甘能千晴
- 神奈川藝術大学 学生 - 春宮みずき、仲嶺奈里子
- 高山晴彦（神奈川藝術大学 教授） - 羽場裕一
- 跡見俊介（テレビキャスター・毎朝新聞 元記者） - 田村亮

第43作「法医学者の息子が殺人容疑者に…爪の模様と固まらない血液が完全犯罪を暴く」（2017年）
- 石川妙子（不二子の秘書・愛介が小学生のときの早紀の父母会仲間） - 南野陽子
- 鈴木花絵（「リサイクルハウス A to Z」店員） - 美保純
- 滝沢登（「リサイクルハウス A to Z」社長・祥子の従兄妹） - 山崎樹範
- 柳田裕也（不二子の長男・帝国大学出身） - 斉藤祥太
- 国枝祥子（ボクシングジムの元経営者の娘・3年前の住居侵入事件の通報者・旧姓「滝沢」） - かでなれおん
- 国枝慎太郎（レストランオーナー・祥子の夫・祥子とは協議離婚中） - 本宮泰風
- 警察官 - ぶっちゃあ
- 死体の発見者 - 中山由紀
- 石川光（妙子の息子・3年前に女子大生の部屋に住居侵入して現行犯逮捕され3日後に留置場で自殺・当時大学院生） - 永嶋柊吾
- 祥子にぶつかり転んだばあちゃん - 清野佳津美
- 陽菜（ばあちゃんの孫） - 尾中琴美
- 野崎（弁護士） - 谷川昭一朗
- 鈴木奈津美（花絵の娘・10年前にいじめに遭い自殺・当時高校生） - 梅澤晴代
- 柳田不二子（ビル管理会社社長） - 藤吉久美子

第44作「30年ぶりに再会した元恋人が死を招く!? 3回死んだ美女vs冷やすとオレンジ色になる真犯人の謎!!」（2018年）
- 倉重啓司（早紀の中学時代の同級生・船舶修理工場 濱田ドック 社長・結婚後は亡き妻の姓“浜田”を名乗る） - 益岡徹
- 小山田耕一（県会議員・元子の大学の先輩） - 長谷川初範
- 室井和正（小山田の秘書） - 長谷川朝晴
- 鮫島弘（神奈川医科大学法医学教室 准教授・元学生プロレスのチャンピオン） - デビット伊東
- 夏井真弓（元美容師） - 吉田まどか
- 近藤悟史（元美容師・夏井真弓の同棲相手） - 平野宏周
- 小山田美穂子（小山田の妻・1週間前事故死） - 加茂美穂子
- 浜田真弓（倉重の娘・16歳のとき横断歩道橋の階段から転落死） - 原舞歌
- 朱美（夏井真弓と昔つるんでいた仲間） - 浜口奈菜
- ミツル（悟史と1番仲がよかった美容師） - 梅崎快人
- 美容院の店長 - ひがし由貴
- 倉重の知り合いの入院患者 - 坂俊一
- 美容師 - 小林優太
- スポーツ用品店店員 - 中山由紀
- 記者 - 高松潤、松川真也
- チーマー - 西東雅敏
- 夜ふらついている少女 - 泉森咲希
- 玉田元子（神奈川県警横浜東警察署 新任署長） - 高岡早紀

第45作「フレンチレストランの女性オーナーの夫が、遺体となって見つかった…！謎の所見だらけの遺体…そして被害者には2人の“妻”が…!? あの二宮夫婦に、離婚の危機――!? シリーズ史上最も衝撃的なラストが、2人を待ち受ける…！」（2018年）
- 綾部千尋（フレンチレストラン「シェ・チヒロ」オーナーシェフ） - 星野真里
- 北川直之（千尋のパートナー・偽名「笹岡稔」） - 中村俊介
- 笹岡裕一郎（稔の兄） - 住田隆
- 野上家の家政婦 - 大島蓉子
- 気象研究家 - 依田司（気象予報士）
- 司会者 - ダンディ坂野
- 番組アシスタント - 大木優紀
- 野上耕造（「伊豆・野上屋」社長・恭子の父） - 平泉成
- 笹岡稔（恭子の元恋人） - 吉野晃弘
- 小林（液体窒素を販売している会社の従業員） - 中山由紀
- 液体窒素を販売している会社の従業員 - 伊良子未來
- キッチンレンタル 社員 - 水月ゆうこ
- 目撃者 - 水乃渚月
- 野上恭子（「伊豆・野上屋」支配人・北川の元妻） - 中山忍

第46作「早紀がついに“おばあちゃん”に!? 名取裕子vs室井滋vs阿川佐和子…豪華女優陣の捜査バトル!! パワハラ上司への“お仕置き爆弾”が早紀を襲う!?」（2019年）
- 山田功一（ビル清掃会社「ヤマダ清掃サービス」社長） - 正名僕蔵
- 小谷麻理（「七色のキッチン」代表） - 遠藤久美子
- ビル清掃会社「ヤマダ清掃サービス」清掃員 - 阿佐ヶ谷姉妹
- 下里常夫（横浜市東区役所 契約職員） - 清水昭博
- 安藤絹香（横浜市東区役所環境衛生課 課長） - 広岡由里子
- 堀之内賢治（横浜市東区役所環境衛生課 副課長） - 西尾浩行
- 石崎亘（神奈川県警鑑識課） - 山崎至
- 山田功輔（山田の息子・8年前自殺） - 小磯聡一朗
- 横浜市東区役所環境衛生課 職員 - 中山由紀
- 文江（横浜市東区役所環境衛生課 元職員） - 奈里子
- 区役所男性職員A - 保科光志
- レストランAのシェフ - 永井裕久
- レストランBの店主 - 赤川千尋
- ファミレス店長 - 日高智弘
- 校長 - 藤田清二
- 飲み屋おやじ - 山口年男
- レストランCの店主 - 平川瑞穂

第47作「30周年記念SP シリーズ集大成！被害者の体内でタピオカがナタデココに変身!? バブル時代の秘蔵写真が暴く殺人トリック…一馬、最後の捜査へ」（2020年）
- 斉藤弥生（医療雑誌「医療JPジャーナル」記者） - 国生さゆり（若き日：戸苅ニコル沙羅）
- 松永貴（レナの母の弟） - 飯田基祐（大学生：兼次要那）
- 太賀レナ（太賀の5人目の妻） - ダレノガレ明美
- 滝本研斗（太賀の秘書） - 一條俊
- 戸倉真知子（太賀スポーツジム 社長・太賀の娘） - 加茂美穂子（高校生：眞嶋優）
- 中瀬拓郎（神奈川県警察 刑事部長） - 長谷川公彦
- 北野（神奈川県警捜査一課 係長） - 立川志の太郎
- 太賀龍蔵（日本の不動産王） - 中尾彬
- 神奈川医科歯科大学 職員 - 中山由紀
- 斉藤直哉（洋菓子店店員・弥生の夫・30年前転落死） - 山本直寛
- 藤田伸三（元刑事・故人） - 山野史人
- 藤田茂子（藤田の妻） - 片岡富枝
- 冒頭の30年前の連続殺人犯 - 倉田昭二
- 農家の夫婦 - はたゆき、福原稚菜